# Bente Lürmann
Bente Henriette Lürmann (* 2005) ist eine deutsche Bahnradsportlerin, die die Kurzzeitdisziplinen bestreitet.

## Sportlicher Werdegang
Bente Lürmann begann ihren sportlichen Werdegang 2015. Zunächst bestritt sie Straßenrennen. 2019 bestritt sie erste Sichtungsrennen auf der Bahn, 2020 fuhr sie auch Cyclocrossrennen. Im Jahr darauf startete sie erstmals bei deutschen Bahnmeisterschaften. 2022 wurde sie mit Stella Schniegler und Clara Müller deutsche Junioren-Meisterin im Teamsprint und im selben Jahr Junioren-Weltmeisterin im Teamsprint, mit Stella Müller, Lara-Sophie Jäger und Clara Schneider. Dabei stellten die Fahrerinnen mit 49,888 Sekunden einen deutschen Rekord auf.
Gemeinsam mit Athina Trommler und Emilia Waterstradt wurde Lürmann 2023 erneut deutsche Junioren-Meisterin im Teamsprint und gewann zudem den nationalen Titel im Zeitfahren. Bei den Junioren-Weltmeisterschaften in Cali, Kolumbien wurde sie im Teamsprint mit Anastasia Kuniß und Anne Slosharek Vize-Weltmeisterin, bei den Junioren-Europameisterschaften belegte das Trio ebenfalls Platz zwei. Im Zeitfahren errang sie Bronze.
Im Dezember des Jahres 2023 stürzte Lürmann beim Rennen Frankfurter Kreisel in der Oderlandhalle und brach sich das Schlüsselbein. Bei den deutschen Meisterschaften 2024 in Berlin wurde sie erneut deutsche Meisterin im Teamsprint, nun mit Pauline Grabosch und Lea Sophie Friedrich in der Kategorie der Elite-Frauen.

## Erfolge

### Bahn
2022
- Junioren-Weltmeisterin – Teamsprint (mit Stella Müller, Lara-Sophie Jäger und Clara Schneider)
- Deutsche Junioren-Meisterin – Teamsprint (mit Stella Schniegler und Clara Schneider)

2023
- Junioren-Weltmeisterschaft – Teamsprint (mit Anastasia Kuniß und Anne Slosharek)
- Junioren-Europameisterschaft – Teamsprint (mit Anastasia Kuniß und Anne Slosharek)
- Junioren-Europameisterschaft – Zeitfahren
- Deutsche Junioren-Meisterin – Zeitfahren, Teamsprint (mit Athina Trommler und Emilia Waterstradt)

2024
- Deutsche Meisterin – Teamsprint (mit Pauline Grabosch und Lea Sophie Friedrich)